# Nokia Lumia 820
Nokia Lumia 820 är en telefon designad, utvecklad och saluförd av Nokia. Den efterträder Nokia Lumia 800, och är en av de första Nokia-telefonerna som implementerar Windows Phone 8, tillsammans med Nokia Lumia 920. 
Telefonen har en 4.3 tum stor OLED-skärm, 1.5 GHz dubbelkärnig processor och en 8-megapixelskamera. Telefonen är förberedd för LTE-nät och kan laddas via trådlös laddstation. Tillsammans med Nokia Lumia 920 delar telefonen vissa tillbehör, till exempel en rad högtalare gjorda av JBL som telefonen går att ladda via. Lumia 820 är den första Nokia Lumia-telefonen som har en microSD-kortplats. 

## Utbytbara telefonskal
Det kommer att finnas ett flertal telefonskal, i olika färger, till Lumia 820. Vissa skal kommer syfta till att skräddarsy rätt färgkombination för ägaren, medan andra kommer syfta till att kunna ladda telefonen trådlöst och möjliggöra Närfältskommunikation, NFC. Dessutom finns, till skillnad från flera andra ledande smartphone-modeller, möjlighet att byta ut batteriet manuellt i och med att baksidan av telefonen är löstagbar. 